# Церква Покрови Пресвятої Богородиці (Славна)
Церква Покрови Пресвятої Богородиці в Славній — парафія і храм греко-католицької громади Зборівського деканату Тернопільсько-Зборівської архієпархії Української греко-католицької церкви в селі Славна Тернопільського району Тернопільської области.

## Історія церкви
Церква, що є окрасою села, має багату історію. За різними даними, її збудували у 1680 або 1710 році. Вона пережила війни і вперше згадується ще за козацьких часів. Колись у храмі зберігалася чудотворна ікона Матері Божої, але в радянські роки її перевезли до Почаєва.
За часів служіння отця Петра Гулея в храмі провели частковий ремонт. На церковному подвір'ї є стара дерев'яна дзвіниця, хрест боротьби з пияцтвом, а також нова дзвіниця, встановлена у 2008 році. У 2010 році, до свого 300-річчя, храм був оновлений.
До 1946 року парафія належала УГКЦ, потім, з 1946 по 1991 рік, була у складі РПЦ. У 1991 році вона знову повернулася в лоно УГКЦ.
Головою парафії є Орест Сенюк. Разом із сином він за власні кошти встановив на подвір'ї храму металевий хрест до 2000-ліття Різдва Христового. Біля цього хреста традиційно освячують воду. Також у центрі села над криницею є фігура Матері Божої, де відбувається освячення води на Йордан. Орест Сенюк також збудував нове покриття, огорожу і встановив ще один хрест.
Знаковою подією для парафіян був візит отця митрата Василія Семенюка у 1998 році. Він привіз копію Зарваницької ікони Матері Божої та відслужив молебень. У 2011 році владика Василій знову відвідав парафію, цього разу з частинкою мощей святого Івана Хрестителя.
На парафії діє Вівтарне дитяче братство.
З давніх-давен на свято святих апостолів Петра і Павла в селі відбувається відпуст, на який звідусіль приїжджають родини, щоб взяти участь у святковому богослужінні.

## Парохи
- о. Василь Новорянський (до 1990),
- о. Петро Гулей,
- о. Камінецький (1910—1914),
- о. Рудакевич (1914—1920),
- о. Басить Брицький,
- о. Іван Пилипець,
- о. Василь Новарівський,
- о. Ярослав Любович (1941—?),
- о. Микола Капшій (до 1946),
- о. Дячківський,
- о. Боднар,
- о. Ярослав Думінський,
- о. Іван Пиріг,
- о. Стефан Зубко,
- о. Михайло Вересюк (з 27 вересня 1995),
- о. Володимир Беркита[джерело?].